# Gmina Godziesze Wielkie
Die Gmina Godziesze Wielkie ist eine Landgemeinde im Powiat Kaliski der Woiwodschaft Großpolen in Polen. Ihr Sitz ist das gleichnamige Dorf (deutsch 1939–1943 Hohenfelde, 1943–1945 Hohensiedel).

## Gliederung
Zur Landgemeinde Godziesze Wielkie gehören 25 Dörfer mit einem Schulzenamt:
| Bałdoń Biała (1943–1945 Bilau) Borek (1943–1945 Brückenbach) Godziesze Małe (1943–1945 Hohensiedel) Godziesze Wielkie Godzieszki Józefów (1943–1945 Joschinken) Nowa Kakawa | Stara Kakawa (1943–1945 Kurenberg) Kąpie Kakawa-Kolonia Końska Wieś Krzemionka (1943–1945 Kragen) Rafałów (1943–1945 Riegersdorf) Saczyn Skrzatki | Stobno (1943–1945 Bachingen) Stobno Siódme Takomyśle Wola Droszewska (1943–1945 Drensen) Wolica Zadowice (1943–1945 Zwicken) Zajączki Bankowe Żydów |